# Skutki przejścia huraganu Katrina nad Nowym Orleanem

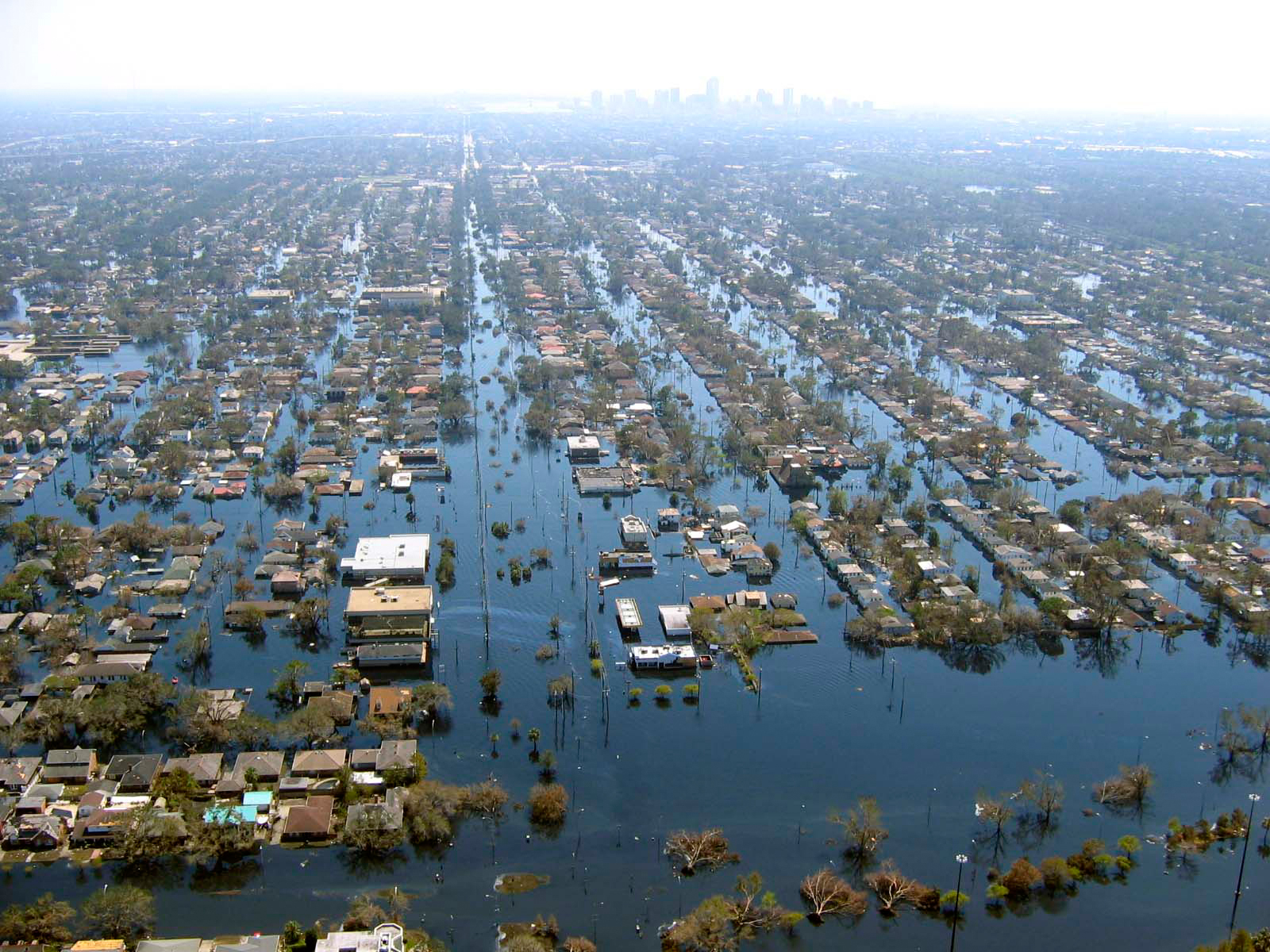
Zalane ulice Nowego Orleanu.

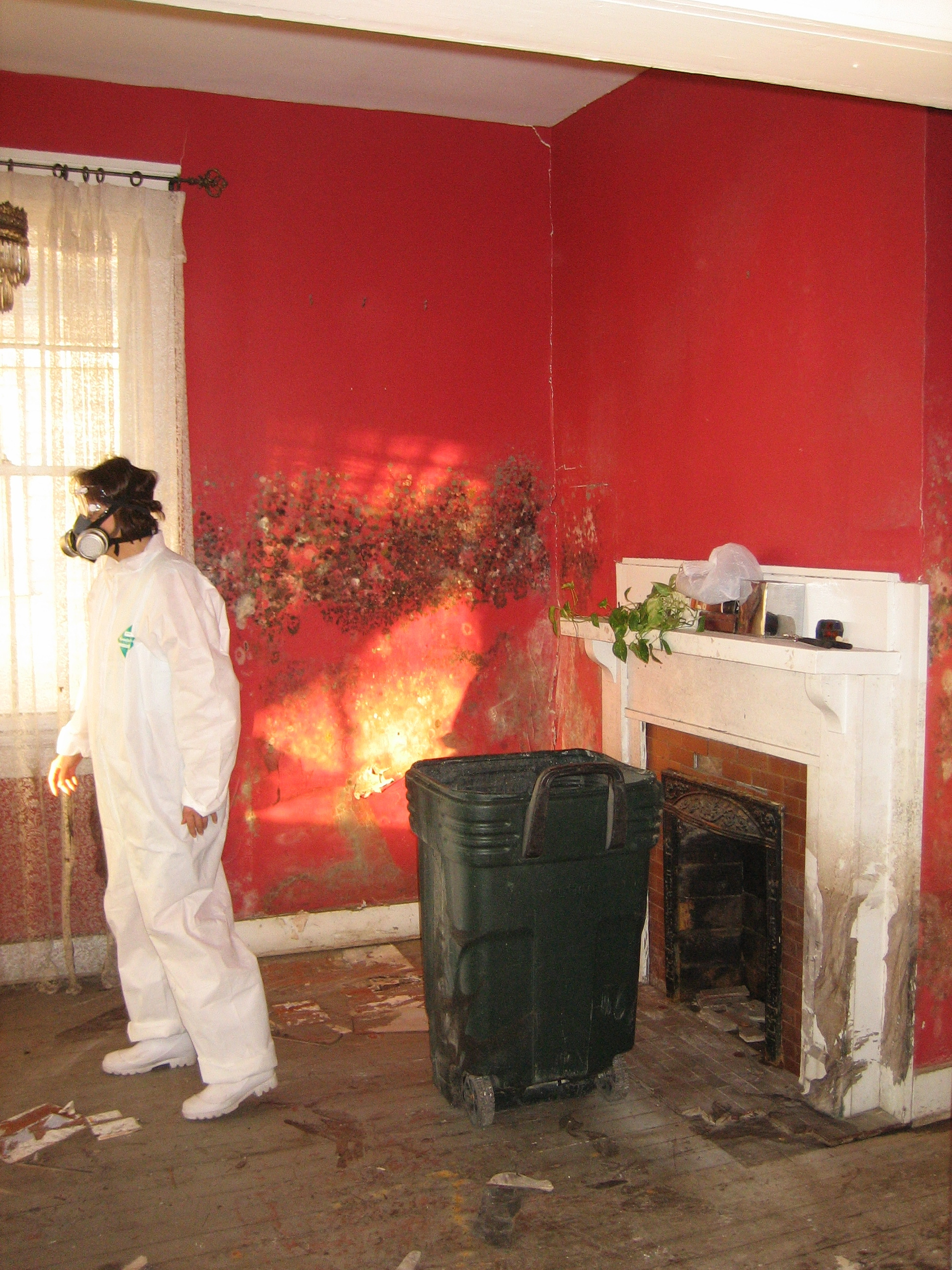
Właściciel zalanego domu w stroju ochronnym, na ścianach widoczna pleśń.

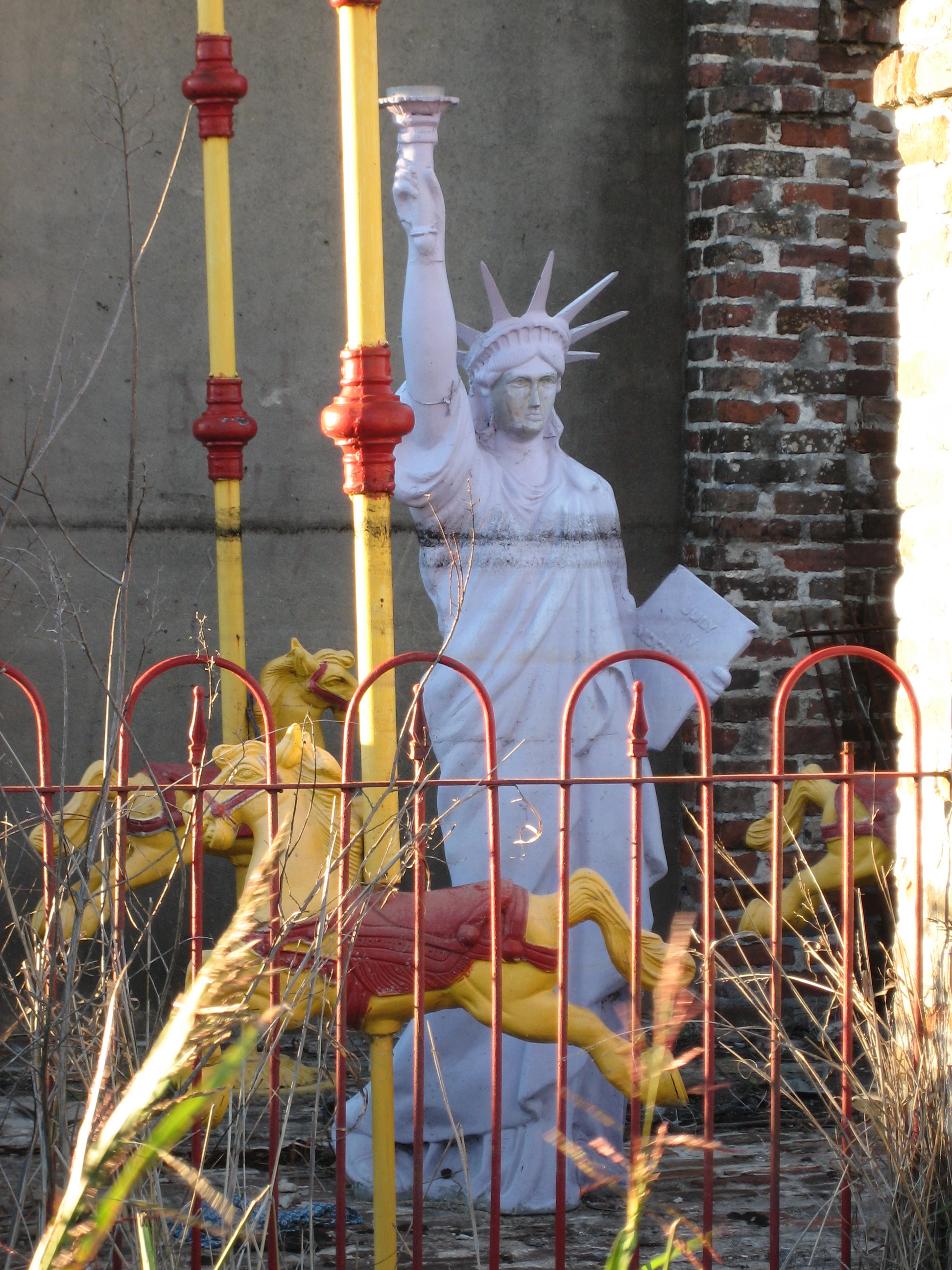
Metalowa kopia Statui Wolności z widoczną linią poziomu wody

Skutki przejścia huraganu Katrina nad Nowym Orleanem były jedną z największych (jeżeli nie największą) katastrof naturalnych w historii Stanów Zjednoczonych. 29 sierpnia 2005, kiedy huragan o sile 3 w skali Saffira-Simpsona osiągnął ląd, ponad 80% obszaru miasta zostało zalane, miejscami aż do wysokości 6 metrów. W wielu miejscach nastąpiło uszkodzenie wałów przeciwpowodziowych, a bardzo wysoka fala sztormowa wdarła się w głąb lądu. 
Wydarzenie to wpłynęło także na sytuację polityczną i ekonomiczną w całych Stanach Zjednoczonych.

## Główne przyczyny
Główną przyczyną zatopienia tak znacznego obszaru jest zapadnięcie się terenu południowej Luizjany, położonej w delcie Missisipi. Spowodowane jest to jej erozją oraz zmniejszeniem osadzania się nowych warstw mułów rzecznych, na skutek sztucznej regulacji i przegrodzenia w wielu miejscach rzeki. Dodatkowo, mimo wielu badań dowodzących konieczności wzmocnienia wałów przeciwpowodziowych, problem ich rozbudowy został zignorowany.
Większość obszaru Nowego Orleanu znajduje się poniżej poziomu morza. Od strony południowej miasto otoczone jest rzeką Missisipi, od północy jeziorem Ponchatrain, a od wschodu graniczy z Zatoką Meksykańską. Budowa wałów przeciwpowodziowych została rozpoczęta w 1879 roku. Bariery ziemne początkowo zostały zaprojektowane, aby ochronić miasto przed sezonowymi podtopieniami i umożliwić dalszą jego rozbudowę. Niestety, regulacja rzeki uniemożliwiła coroczne deponowanie nowych warstw osadowych. Wysuszenie bagnistych terenów delty spowodowało masowe osiadanie gruntu.
Początkowo teren Nowego Orleanu znajdował się powyżej powierzchni morza. Dopiero budowa wałów w latach 1940–1960 spowodowała gwałtowne osiadanie gruntu.
Podczas ataku huraganu Katrina głównym winowajcą nie okazały się jednak za niskie i za słabe wały przeciwpowodziowe, lecz sieć dróg wodnych, które przecinają obszar miasta. Ściany ograniczające kanały zbudowane w latach 60. XX wieku mają grubości około 70 cm i zostały zaprojektowane, aby wytrzymać huragan 3 stopnia w skali Saffira-Simpsona. Dodatkowo wycięcie cyprysów szeroko porastających deltę Missisipi na granicy z Zatoką Meksykańską pozbawiło miasto jego naturalnej ochrony. 
Uderzenie huraganu doprowadziło do pęknięcia wielu ścian kanałów komunikacyjnych, w tym: Industrial Canal, 17th Street Canal, London Avenue Canal. Stacje pomp odpowiedzialne za usuwanie wody z miasta zostały przeciążone i zawiodły. 
To, że początkowo, podczas ataku huraganu o sile 4 (dyskusyjnie 5) w skali Saffira-Simpsona, wały przeciwpowodziowe wytrzymały, można uznać za cud. Jednak dodatkowa fala powodziowa nadchodząca z jeziora Pontchartrain przypieczętowała los miasta. 31 sierpnia poziom wody w mieście dorównał poziomowi tafli jeziora, a 90% Nowego Orleanu znalazło się pod wodą.

## Ewakuacja miasta
W oczekiwaniu na uderzenie huraganu burmistrz miasta, Ray Nagin, zarządził 28 sierpnia całkowitą, obowiązkową ewakuację. Był to pierwszy przypadek takiej ewakuacji w historii miasta. Podczas konferencji prasowej Nagin stwierdził, że huragan najprawdopodobniej zniszczy wały przeciwpowodziowe miasta. Ostrzegł również, że wydobycie ropy naftowej spod dna Zatoki Meksykańskiej zostanie wstrzymane. 
Według wcześniejszych przewidywań około 100 tys. osób w mieście nie będzie mogło opuścić jego granic ze względu na brak środków transportu. W celu ich ochrony wyznaczono kilka schronów, m.in. stadion Superdome oraz New Orleans Convention Center. 28 sierpnia wszystkie autobusy komunikacji miejskiej zostały skierowane do przewożenia osób do wyznaczonych schronów. W chwili uderzenia huraganu na stadionie Superdome znalazło schronienie ponad 9000 osób wraz z 550-osobowym korpusem Gwardii Narodowej. Superdome, który już w przeszłości służył jako schronienie dla ludności (Huragan George), znajduje się 1 metr nad poziomem morza, prognozy przewidywały możliwość jego podtopienia. Jego konstrukcja może oprzeć się wiatrom o prędkości 320 km/h oraz podtopieniu do wysokości 10 metrów. Burmistrz miasta apelował do ewakuowanej ludności o zabieranie ze sobą ciepłych ubrań, koców oraz zapasu jedzenia i wody na kilka dni. Przestrzegał również przed niewygodami tego miejsca.
Cały rejon został ogłoszony rejonem klęski żywiołowej, jeszcze przed uderzeniem huraganu Katrina. FEMA, odpowiednik polskiego sztabu kryzysowego, przygotowała 18 ekip medycznych, zapasy leków i wyposażenia medycznego oraz ekipy poszukiwawcze wraz z milionami racji żywnościowych i wody, zapasem lodu i ubrań nieprzemakalnych.

## Skutki

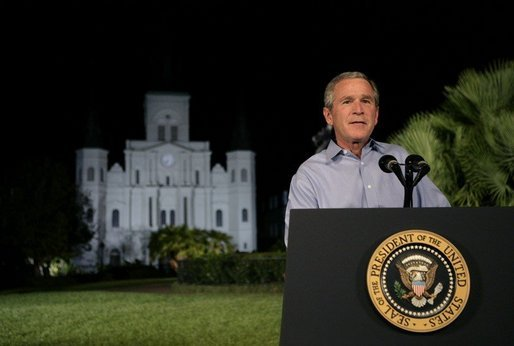
Prezydent Bush przemawiający na temat pomocy dla Nowego Orleanu 15 września 2005

O północy 28 sierpnia lokalne telewizje WAPT oraz WWL-TV podały informacje o pierwszych ofiarach w Luizjanie spowodowanych huraganem Katrina. Ofiarami były trzy osoby wymagające opieki, które zmarły najprawdopodobniej na skutek odwodnienia podczas ewakuacji Baton Rouge.
W poniedziałek 29 sierpnia lokalna telewizja WDSU podała, że Nowy Orlean został podtopiony na dużym obszarze, brakuje energii elektrycznej, a w niektórych lokalizacjach doszło do katastrofalnych zniszczeń na terenach mieszkalnych i gospodarczych. Wszystkie telewizje lokalne ewakuowały swoje studia, znajdujące się na terenie Nowego Orleanu i nadawały swoje programy spoza rejonu zniszczeń. O godzinie 2, wschodnia część miasta znajdowała się pod 1,5- do 1,8-metrową warstwą wody. Całkowitemu zalaniu uległy okolice na południe od jeziora Pontchartrain.
O 11.00 29 sierpnia burmistrz Ray Nagin w wywiadzie przeprowadzonym przez WWL mówił o możliwościach  zniszczeń w Nowym Orleanie. Oznajmił, że straty w ludziach mogą być znaczne. Już wtedy pierwsze doniesienia mówiły o pływających na wodzie ciałach we wschodnich częściach miasta. Brakowało wody pitnej i energii elektrycznej w całym mieście. Niektóre szpitale i hotele donosiły o kończącym się paliwie do generatorów elektrycznych. Przewidywany czas przywrócenia prądu w mieście szacowano na 6 tygodni. Wyłom w wałach ochronnych 17th Street Canal przysporzył dodatkowych kłopotów. Pompy odpowiedzialne za usuwanie wody z miasta pompowały ją do jeziora Pontchartrain, skąd wracała ona przez uszkodzony kanał do miasta. Pompy I-10 przegrzały się, nastąpiło uszkodzenie zaworów, co przyczyniło się do dalszego wzrostu poziomu wody. Przedstawiciel St. Bernard Parish wspominał o całkowitym zniszczeniu 40 000 domów. Gwardia narodowa rozpoczęła organizowanie prowizorycznych kostnic w wyznaczonych miejscach. Niektóre z domów zostały całkowicie przemieszczone przez falę powodziową. Skalę zniszczeń określono jednym słowem - „koszmar”.
W wywiadzie udzielonym ABC w programie "Good Morning America" burmistrz miasta Ray Nagin zapowiedział, że mieszkańcy Nowego Orleanu nie powinni spodziewać się możliwości powrotu do swoich domów przez najbliższe 12 do 16 tygodni. W wypowiedzi dla reporterów, 31 sierpnia przewidział, że liczba zabitych w mieście będzie liczona w tysiącach. Allen Breed z Associated Press donosił, że Nowy Orlean "pogrążył się w czwartek w anarchii, kiedy to zwłoki ludzi nieuprzątnięte leżały na ulicach, w mieście panowały pożary, na ulicach wybuchały walki, a tłumy szturmowały autobusy, które zabierały ocalałych z miasta. Głodni, zmęczeni i rozwścieczeni ludzie krzyczeli, że zostali opuszczeni."

### Przerwanie wałów

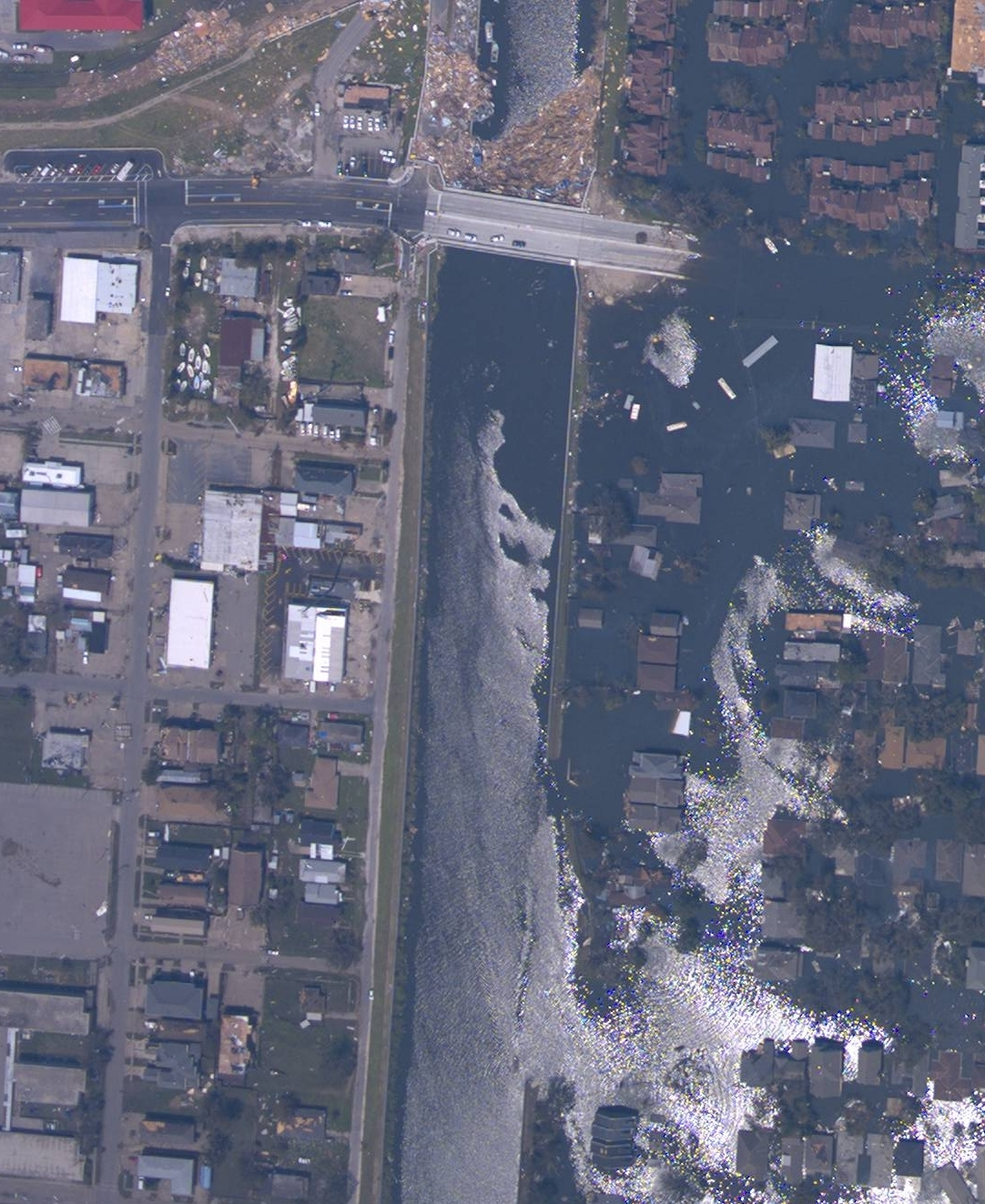
Przerwanie 17th Street Canal. Zdjęcie lotnicze NOAA z 31 sierpnia.

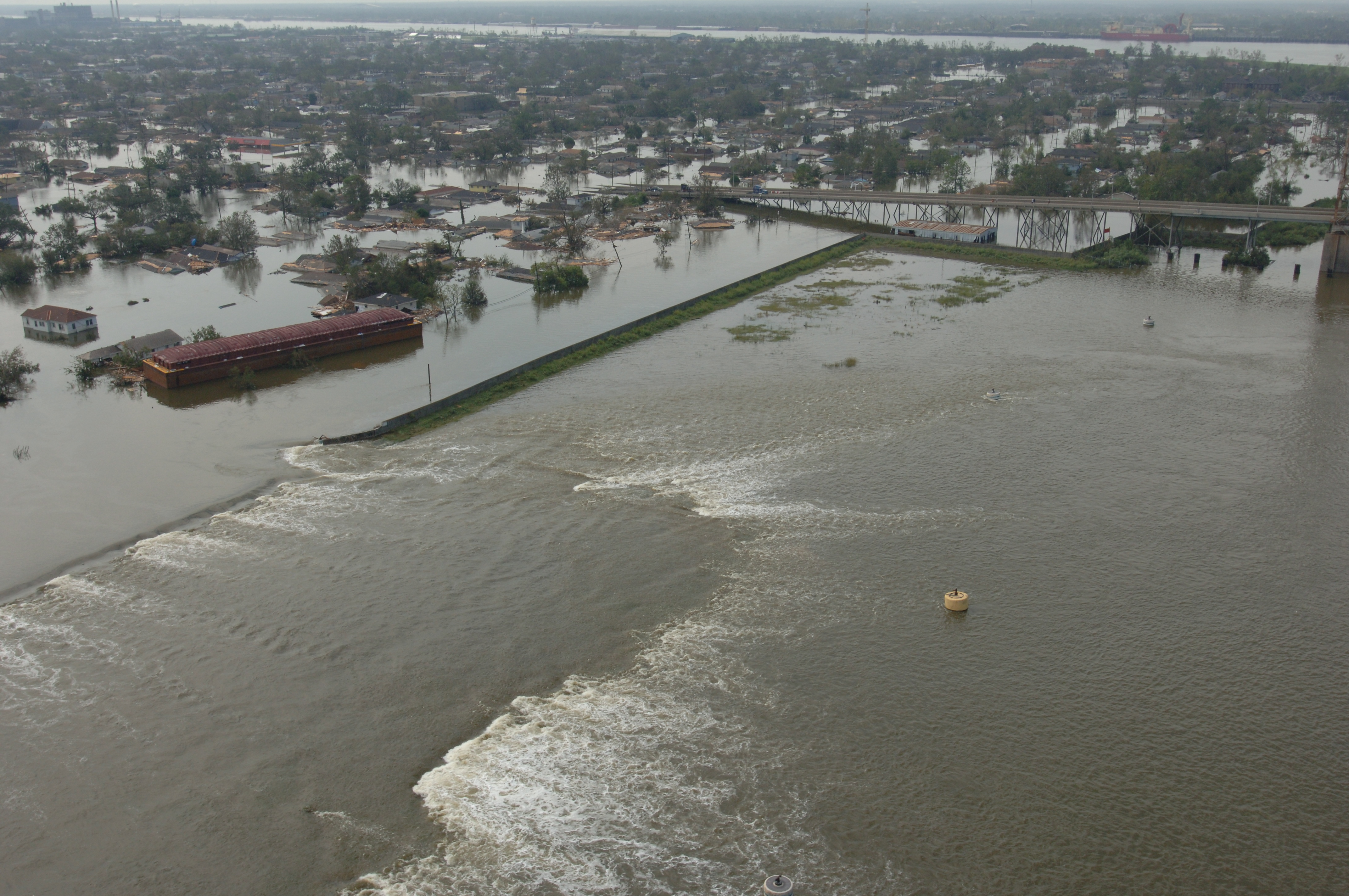
Przerwanie wschodniej ściany Industrial Canal. Zdjęcie z 31 sierpnia.

29 sierpnia około południa wszystko wskazywało na to, że oko huraganu minęło miasto od północnego wschodu, oszczędzając Nowemu Orleanowi głównego uderzenia. Wydawało się, że miasto uniknęło większości przewidywanych zniszczeń. 
O godzinie 11.00 National Weather Service sygnalizował przerwanie wałów Industrial Canal, 9-kilometrowej drogi wodnej łączącej Missisipi z Intracoastal Waterway, w pobliżu linii St. Bernard - Orleans Parish. Przewidywano zatopienie tego regionu przez wodę o wysokości od 1 do 3 metrów. W okolicy znanej jako 9th Ward 3 pompy odpowiedzialne za usuwanie wody odmówiły posłuszeństwa.
30 sierpnia o godzinie 1.30 CNN poinformowało o przerwaniu wałów 17th Street Canal, dochodzącego do jeziora Pontchartrain, w dwóch miejscach, na szerokości dzielnicy miasta.
John Hall, rzecznik prasowy Korpusu Inżynieryjnego Armii Stanów Zjednoczonych, powiedział później, że fala powodziowa na kanale przekroczyła wysokość zwieńczenia wałów ochronnych. Przelewająca się woda podmyła konstrukcję, doprowadzając do całkowitego zawalenia się jej ścian. Przeprowadzenie napraw było trudne ze względu na obecność bariery przeciwhuraganowej zbudowanej od strony jeziora oraz mostu Hammond Highway, który poprzez niskie zawieszenie uniemożliwiał dostęp barek i ciężkiego sprzętu. 
17th Street Canal znajduje się na granicy Metairie i Nowego Orleanu. W momencie jego uszkodzenia miasto zostało zalane falą powodziową o wysokości 8 metrów. Przerwanie jego ścian umożliwiło wodom jeziora Pontchartrain, których lustro w tamtym momencie znajdowało się 2 metry nad poziomem morza, spłynięcie w dół do miasta, które leży w depresji od 1 do 3 metrów pod poziomem morza. 70-metrowa wyrwa w ścianie kanału została potwierdzona przez Straż Pożarną Nowego Orleanu w wypowiedzi dla CNN 30 sierpnia o 3.16. 
30 sierpnia o godzinie 22.00 burmistrz Ray Nagin w wypowiedzi dla WDSU oznajmił, że planowane zasypywanie wyrwy na 17th Street Canal nie doszło do skutku ze względu na brak wystarczającej liczby śmigłowców Blackhawk, które Gwardia Narodowa przekierowała do pomocy ludziom, którzy schronili się w jednym z kościołów. Z tego względu oczekiwano kolejnej 3-metrowej fali, która zaleje całe miasto. Zgodnie z przewidywaniami nawet dzielnica French Quarter miała zostać zalana w ciągu najbliższych 12 godzin, aż do wysokości lustra wody jeziora Pontchartrain (1 metr powyżej poziomu morza). Niemożliwość zatamowania wyrwy zdaniem burmistrza miała dodać około 4 tygodnie do i tak już długiego planu osuszania miasta. Przypuszczalnie miasto będzie zdatne do zamieszkania w przeciągu 4 miesięcy.
Według słów rzecznika prasowego armii 30 sierpnia doszło również do przerwania London Avenue Canal w okolicach 6100 Pratt Drive.
Zdjęcia satelitarne przekazane przez NASA 30 sierpnia pokazały, że wody jeziora Pontchartrain i Maurepas podniosły się na tyle, że oba zbiorniki praktycznie połączyły się w jeden. Zdjęcia ukazały również podtopienia znacznych obszarów w okolicach lokalnych rzek.

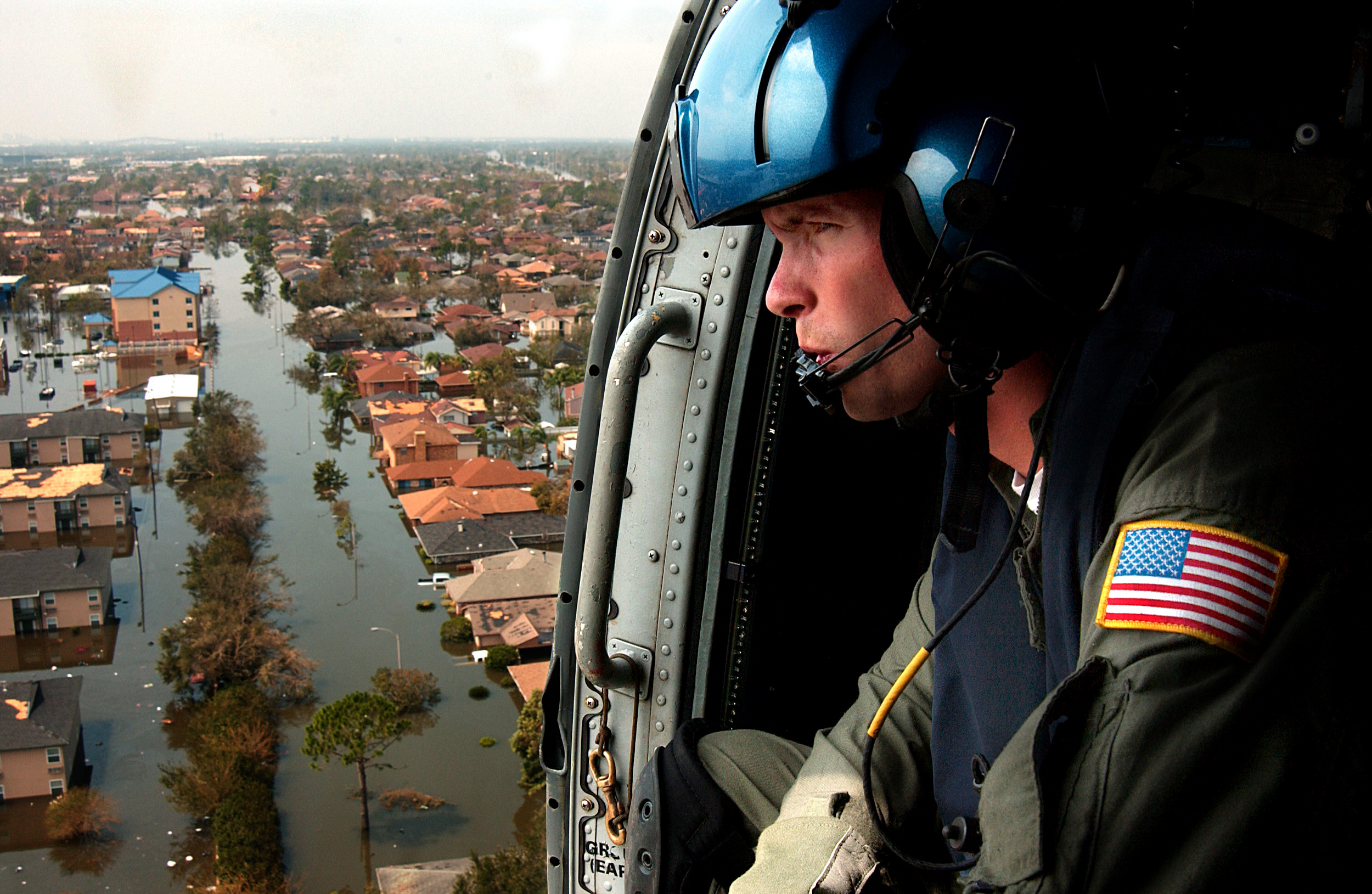
Funkcjonariusz amerykańskiej Straży Wybrzeża z pokładu helikoptera wypatruje ludzi potrzebujących pomocy, 30 sierpnia 2005.

W piątek 2 września wstępne założenia wskazywały, że dokonywane ad hoc naprawy wałów zostaną zakończone do niedzieli 4 września. W momencie naprawienia pomp i dostarczenia energii elektrycznej miało rozpocząć się osuszanie terenu miasta, które szacowano na od 35 do 80 dni, w zależności od lokalizacji. 
W sobotę 3 września okazało się, że typ pomp odpowiedzialnych za osuszanie miasta, nie jest już produkowany. Z tego względu nie można ich wymienić, ale wymagają one napraw, które potrwają około tygodnia. Opóźnienie spowoduje, konieczność wyburzenia większej ilości budynków mieszkalnych, ze względu na uszkodzenia spowodowane stojącą wodą.
4 września generał brygady Robert Crear z korpusu inżynieryjnego poinformował o udanym zamknięciu wyrwy na 17th Street Canal. Szacowany przez niego czas potrzebny do osuszenia miasta waha się od 36 do 80 dni.